# Sarysumeer
Het Sarysumeer (Azerbeidzjaans: Sarısu, "geel meer") is met 65,7 km² het grootste meer van Azerbeidzjan. Het strekt zich over 22 km uit langsheen de Koera-rivier van de rajon Imishli zuidoostelijk tot Sabirabad in de Koera-Arasvlakte. Het meer is gemiddeld 1 tot 3 meter diep en bevat 60 miljoen m³ zoet water met veel mineralen. Het vormt de belangrijkste bron van irrigatiewater voor de landbouw in Azerbeidzjan. In de lente en de herfst kan het water 20 cm stijgen en wordt het meer 3 tot 5 maal groter en overstroomt het soms. De kust bestaat uit moeras. In de winter ligt er gemiddeld 11 dagen ijs op.
Instroom gebeurt door een kanaal vanuit het Ağgölmeer en de uitstroom gebeurt naar de Koera met een regelstation te Muradbəyli. Op 24 mei 2010 brak de dam. Het zuidelijk deel van het meer is in het verleden verontreinigd geweest door oliewinning.
Het meer vormt de belangrijkste bron van vis voor Azerbeidzjan, vooral karper en blankvoorn. In de winter strijken er naar schatting tussen 300.000 en 350.000 trekvogels neer.